# Westlands
Westlands est un quartier de Nairobi, au Kenya.

## Situation
Westlands est situé à environ 3 kilomètres, par la route, au nord-ouest du quartier central des affaires de Nairobi.  

## Historique
Westlands est un quartier résidentiel de Nairobi qui abrite une population importante de Kenyans des classes moyenne supérieure et riches.
Au cours des années 1990 et au début des années 2000, les terrains et les espaces de bureaux sont devenus rares et leurs prix exorbitants dans le quartier central des affaires. De plus en plus d'entreprises se sont alors installées à Westlands et Upper Hill, où ceux-ci étaient plus facilement disponibles et moins chers. Westlands était initialement considéré comme faisant partie du quartier de Parklands et chevauchait ce qui est aujourd'hui Waiyaki Way, à l'origine la voie ferrée Kenya-Ouganda. Le quartier a été surnommé Westie par les jeunes de Nairobi. Muthaiga, un quartier situé au nord-est de Westlands, mais inclus dans la division Westlands du comté, est considéré comme le quartier le plus cher et le plus riche du pays.

## Découpage administratif
Avant 2013, une division portant le nom de Westlands était également l'une des huit divisions administratives de Nairobi, qui coïncident avec la ville de Nairobi. Les autres divisions étaient Central, Dagoretti, Embakasi, Kasarani, Kibera, Makadara et Pumwani.
Actuellement, il existe une circonscription et un sous-comté nommés d'après Westlands ; la circonscription de Westlands est l'une des 17 circonscriptions de Nairobi et le sous-comté de Westlands est l'un des 11 sous-comtés de Nairobi.
Le code postal de Westlands est 00800.